# Elizabeth Aldworth
Elizabeth Aldworth (1695 – 1773) è stata una massone irlandese.
Conosciuta come The lady freemason, nacque nel 1695 da Arthur, St. Leger, primo Viscount Doneraile della Contea di CoCk. Nel 1713 sposò Richard Aldworth.
Elizabeth avrebbe rimosso un mattone e avrebbe visto una cerimonia massonica, a cui partecipava anche suo padre, dalla stanza adiacente; dopo essere stata scoperta, la situazione di Elizabeth fu discussa dalla loggia e fu deciso di iniziarla alla massoneria, diventando così la prima donna massone della storia. Elizabeth Aldworth morì nel 1773